# بانة بنت روح
بانة بنت روح والدة عمر بن محمد بن راشد، مولى يوسف بن عمر الثقفي.